# 茨城県道24号土浦境線

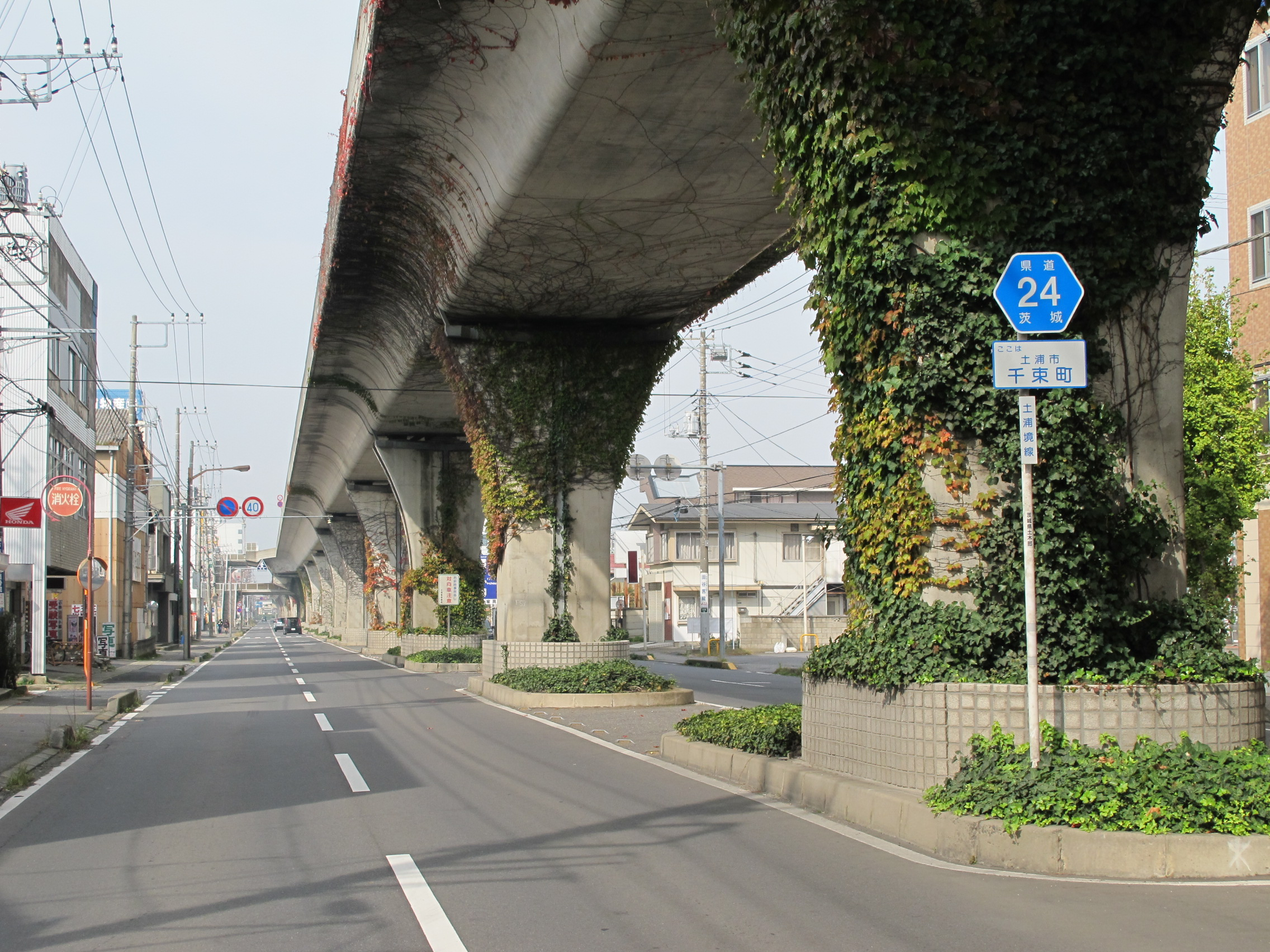
茨城県道24号土浦境線
土浦市千束町（2013年11月）

茨城県道24号土浦境線（いばらきけんどう24ごう つちうらさかいせん）は茨城県土浦市から猿島郡境町に至る県道（主要地方道）である。

## 概要
土浦市桜町を起点に、同市千束町から土浦ニューウェイのガード下と並行し、学園大橋で合流して4車線になる。この学園大橋からは主に「土浦学園線」と呼ばれている。土浦市田中町から分岐して同市虫掛・つくば市古来を経由しつくば市吾妻（妻木交差点）へと至る旧道についても県道24号の支線に指定されていたが、2014年から2017年にかけて旧道の大部分が県道の指定から外されている。
つくば市に入り、本線は学園東交差点から北へ折れて学園東大通りとなる。つくば市竹園からはつくば花室トンネルへの道が分岐し、学園東大通りをバイパスして、つくばセンターの前やつくば駅の上を通る支線も県道24号扱いとなっている。
学園東大通りの柴崎交差点から西に折れ、つくば市豊里地区、石下の市街地を経由し、その先で茨城県道20号結城坂東線と合流・重複するが、坂東市沓掛から分岐し、西へ折れて猿島郡境町に至る。

### 路線データ
- 起点：茨城県土浦市桜町（国道125号交点）
- 終点：茨城県猿島郡境町大字伏木字鉦裏1270番の4（国道354号交点）[1]
- 総延長：52.863 km[2]
- 重用延長：2.845 km[2]
- 未供用延長：なし[2]
- 実延長：50.018 km[2]
- 自動車交通不能区間延長[注釈 1]：なし[2]

## 歴史
1972年（昭和47年）3月1日、前身にあたる県道大村石下線（新治郡桜村大字大村 - 結城郡石下町、整理番号149）、県道境石下線（猿島郡境町 - 結城郡石下町、整理番号150）を廃止して、県道大村石下線と県道境石下線の全部および、県道土浦大穂線の一部区間（土浦市 - 新治郡桜村大字大村）を統合して、土浦市を起点、猿島郡境町を終点とする新たな主要地方道として茨城県が路線認定した県道である。1995年（平成7年）の茨城県道の路線再編の際に整理番号が変更されて、整理番号42から整理番号24となり、現在に至る。
筑波研究学園都市建設前の旧道は妻木交差点より先、現在の吾妻中学校から筑波大学の敷地を横断する形で延びて東平塚交差点に達しており、今なお同大学追越学生宿舎と平砂学生宿舎との間に道路跡が残されている。

### 年表
- 1972年（昭和47年）
  - 3月1日
    - 茨城県が土浦境線（整理番号42）として路線認定[3]。
    - 土浦市大字敷島 - 猿島郡境町大字伏木の区間（延長40.044 km）を道路区域に決定、供用開始[4]。
    - 前身にあたる大村石下線（新治郡桜村大字大村 - 結城郡石下町、整理番号149）、境石下線（猿島郡境町 - 結城郡石下町、整理番号150）を廃止[5]。

  - 9月21日
    - 都市計画道路 土浦学園線・学園東大通りを県事業として整備することから、土浦市字千束町（旧国道6号[注釈 4]・千束町交差点） - 学園東交差点 - 新治郡桜村大字妻木（妻木交差点）の区間を、土浦境線の道路区域に指定[6]。
- 1973年（昭和48年）11月26日：土浦市矢合場 - 新治郡桜村大字花室（学園東大通り）の「土浦学園線」を供用開始[7]。
- 1974年（昭和49年）4月16日：結城郡石下町大字新石下 - 大字篠山の石下大橋を含むバイパス（1.42 km）を供用開始[8]。
- 1975年（昭和50年）9月1日：筑波研究学園都市建設に伴い、新治郡桜村大字妻木（妻木交差点 - 現・天久保2丁目）の新道（661 m）を供用開始[9]。
- 1976年（昭和51年）5月15日：筑波研究学園都市建設に伴い、新治郡桜村大字妻木（妻木交差点） - 筑波郡谷田部町大字西平塚（西平塚交差点）間の新道（3.674 km）に付替え[10]。
- 1977年（昭和52年）9月1日：猿島郡猿島町大字沓掛地内の沓掛南交差点を経由する道路改良バイパス（902 m）開通および、旧道（665 m）が指定解除され、猿島町道へ降格[11]。
- 1978年（昭和53年）2月9日：新治郡桜村吾妻3丁目（妻木交差点） - 筑波郡谷田部町大字丙平塚の3.066 km区間を4-6車線化拡幅する区域に指定[12]。
- 1979年（昭和54年）12月27日
  - 結城郡石下町大字新石下（石下高校東 - 石下橋東）の現道の2車線化拡幅改良バイパスを一部供用開始[13]。
  - 都市計画道路 学園平塚線[注釈 5]を道路区域に編入・供用開始。新治郡桜村大字花室（学園東交差点） - 筑波郡谷田部町大字西平塚（西平塚交差点）のルート変更[15]。
- 1980年（昭和55年）
  - 3月4日：岩井市大字半谷地内の道路改良路（560 m）の供用開始に伴い、旧道（604 m）が指定解除され岩井市道に降格[16]。
  - 5月6日：結城郡石下町大字篠山（県道高崎岩井線） - 同町大字蔵持の新道の一部（約0.7 km）を供用開始[17]。
- 1981年（昭和56年）5月14日：結城郡石下町大字蔵持 - 同町大字古間木の新道の一部（約0.5 km）を供用開始[18]。
- 1982年（昭和57年）11月4日：筑波郡豊里町大字手子生（手子生西交差点） - 結城郡石下町大字新石下（石下橋東交差点）の新道（4.924 km）が全線開通[19]。
- 1984年（昭和59年）4月9日：豊里町大字手子生（手子生西交差点） - 同町大字上郷（小貝川）の旧道区間（2.245 km）が指定解除され、豊里町道へ降格[20]。
- 1985年（昭和60年）
  - 3月2日：土浦市桜町4丁目 - 同市大字田中3丁目の区間（約1.6 km）を拡幅改良供用開始[21]。
  - 5月7日：豊里町大字上郷（小貝川） - 結城郡石下町大字新石下（石下橋東交差点）の旧道（2.8354 km）が指定解除され、石下町道と豊里町道へ降格[22]。
- 1988年（昭和63年）3月31日：猿島郡猿島町大字生子（生子南（道正内）交差点） - 同町大字菅谷（生子西（道目）交差点）のバイパス道路（約1.1 km）が一部区間開通[23]。
- 1989年（平成元年）3月1日：猿島町大字生子地内のバイパス道路が開通[24]。
- 1990年（平成2年）4月2日：猿島町大字生子 - 大字菅谷の生子十字路を通る旧道（2.036 km）が指定解除され猿島町道に降格[25]。
- 1992年（平成4年）7月6日：つくば市吾妻1丁目（吾妻4丁目西交差点） - 大字西平塚間の学園中央通りと国道408号重複ルートを編入[26]。
- 1993年（平成5年）5月11日：建設省から、県道土浦境線が土浦境線として主要地方道に指定される[27]。
- 1995年（平成7年）3月30日：整理番号42から現在の番号（整理番号24）に変更される[28]。
- 1998年（平成10年）10月21日：つくば市竹園3丁目 - 同市吾妻2丁目までの地下道（つくば花室トンネル）1.005 kmが開通する[29]。
- 2000年（平成12年）4月1日：土浦市桜町1丁目 - 結城郡石下町新石下、猿島郡猿島町大字生子 - 猿島郡境町大字伏木の各区間を、通行する車両の最大重量限度25トンの道路に指定[30]。
- 2001年（平成13年）
  - 3月1日：猿島町大字沓掛 - 岩井市大字半谷の区間を、通行する車両の最大重量限度25トンの道路に指定[31]。
  - 12月13日：結城郡石下町大字新石下地先 - 向石下地先のバイパス区間（新・石下橋を含む627 m）が新設される[32]。
- 2004年（平成16年）3月22日：土浦市桜町 - 同市千束町、結城郡石下町大字新石下 - 同町大字鴻野山の各区間を、通行する車両の高さの最高限度4.1 mの道路に指定[33]。
- 2005年（平成17年）8月17日：都市計画道路 南北自由通路（つくば市吾妻、つくば駅）を供用開始[34][35]。
- 2008年（平成20年）4月1日：坂東市沓掛 - 坂東市半谷の区間を、通行する車両の最大重量限度25トンの道路に指定[36]。
- 2009年（平成21年）4月1日：坂東市半谷の一部区間を、通行する車両の最大重量限度25トンの道路に指定[37]。
- 2011年（平成23年）11月26日：鬼怒川に架かる石下橋（3代目）が開通する[38][39]。
- 2014年（平成26年）11月6日：土浦市田中三丁目 - つくば市天久保一丁目間の旧道の一部区間（土浦・つくば市境 - 県道201号交点：2.927 km）が指定解除され市道に降格[40]。
- 2017年（平成29年）6月26日：土浦市佐野子（田中町交差点） - 同市矢作（土浦・つくば市境）の旧道（3.130 km）が県道指定解除され、土浦市道に降格[41]。
- 2019年（平成31年）3月28日：常総市鴻野山 - 同市孫兵ヱ新田（孫兵衛新田交差点）の区間を、通行する車両の高さの最高限度が4.1 mの道路に指定[42]。
- 2022年（令和4年）3月24日：常総市新石下（石毛橋東） - 常総市大沢の旧道区間（石毛橋ルートの3.610 kmと527 m）を指定解除し、市へ移管[43]。

## 路線状況
道路法の規定に基づき、以下の区間は緊急輸送道路として機能を維持するため、災害発生時の被害拡大防止を目的に道路用地内に新たに電柱を建てることが制限されている。
- 土浦市桜町（国道125号交差） - つくば市竹園（学園東交差点）[44]
- つくば市天久保（柴崎交差点） - 常総市孫兵エ衛新田（孫兵衛新田交差点）[44]
- つくばエクスプレスつくば駅 - つくば市吾妻一丁目（国道408号交差：吾妻西交差点）[45]

### 通称・バイパス

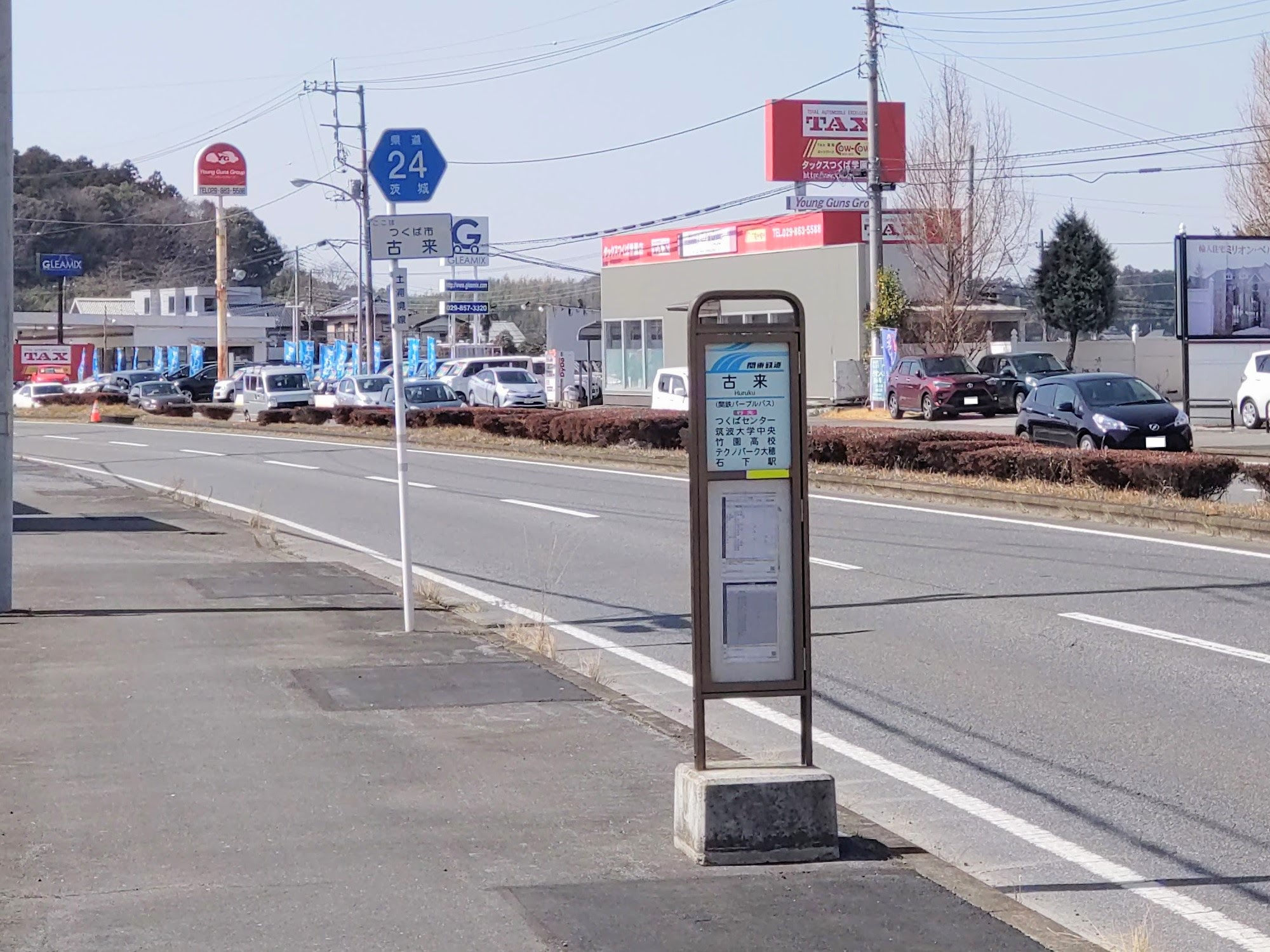
土浦学園線（つくば市古来、2022年3月）

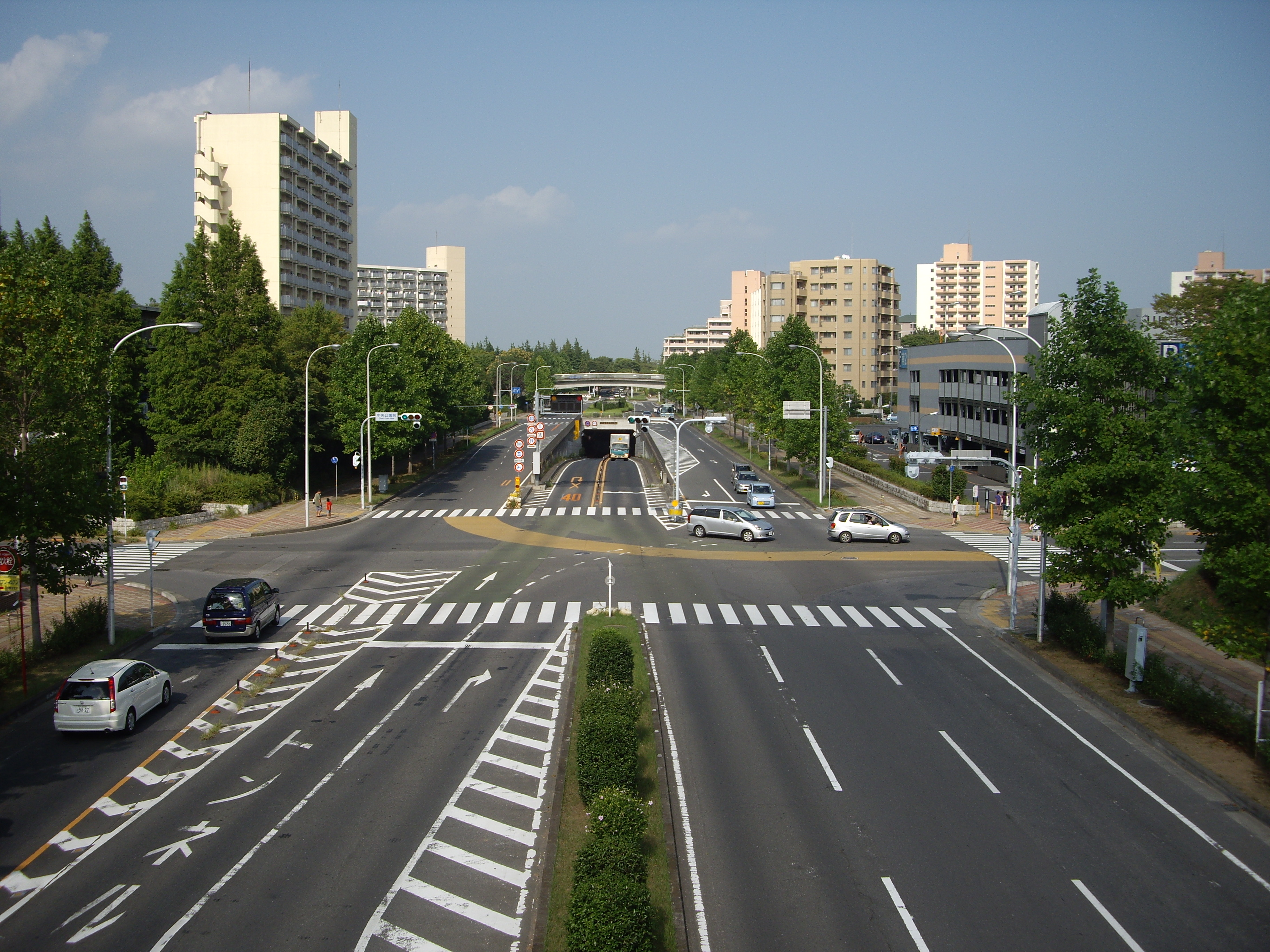
学園中央通り（つくば市吾妻、2010年8月）

- 土浦学園線
土浦市中心市街からつくば市松代（国道408号）を結ぶ主要幹線道路で、このうち、土浦市桜町から学園東大通り交点（学園東交差点）までの区間が、本県道の指定を受けている。主要な区間は幅員34m、対向4車線。
- 学園東大通り
筑波研究学園都市を南北に通じる主要幹線道路で、このうち、つくば市吾妻の学園東交差点から、つくば市天久保の柴崎交差点までの区間が、本県道の指定を受けている。茨城県道55号土浦つくば線と重複する。幅員34m、対向4-6車線で、交通量は大変多い。
- 学園中央通り
つくば市吾妻の学園東大通り（吾妻4丁目西交差点）から、同市吾妻の学園西大通り（国道408号交点）までの東西970m区間の道路。首都圏新都市鉄道つくばエクスプレスつくば駅へアクセスする幅員40m、対向4-6車線の道路である。土浦学園線とは中央公園前交差点よりつくば花室トンネルで直接接続されており、学園東大通りをバイパスする。
- 平塚通り（都市計画道路 学園平塚線）
つくば市天久保の学園東大通り（柴崎交差点）から、つくば市西平塚の学園西大通り（西平塚交差点）までの東西約2.0 km区間の道路。筑波大学筑波キャンパスおよび学園都市の北部を幅員25m、対向4車線で横断する。都市計画道路 学園平塚線のことであり、地元では「平塚学園線」もしくは「平塚通り」と称される。1979年に、土浦境線の一部として開通[15]。
- 都市計画道路 石下駅中沼線
関東鉄道常総線石下駅前から鬼怒川を石下橋で横断し、常総市中沼（旧・石下町西部地区）に至る幹線道路。一般県道谷和原筑西線交点（石下駅入口交差点）以西が本県道の指定を受けており、常総市中沼にて本線から分岐する支線となっている。

### 重複区間
- 茨城県道55号土浦つくば線（つくば市吾妻 学園東交差点 - つくば市妻木 柴崎交差点）
- 茨城県道20号結城坂東線（常総市孫兵ヱ新田 孫兵衛新田交差点 - 坂東市沓掛 沓掛南交差点）

### 道路施設

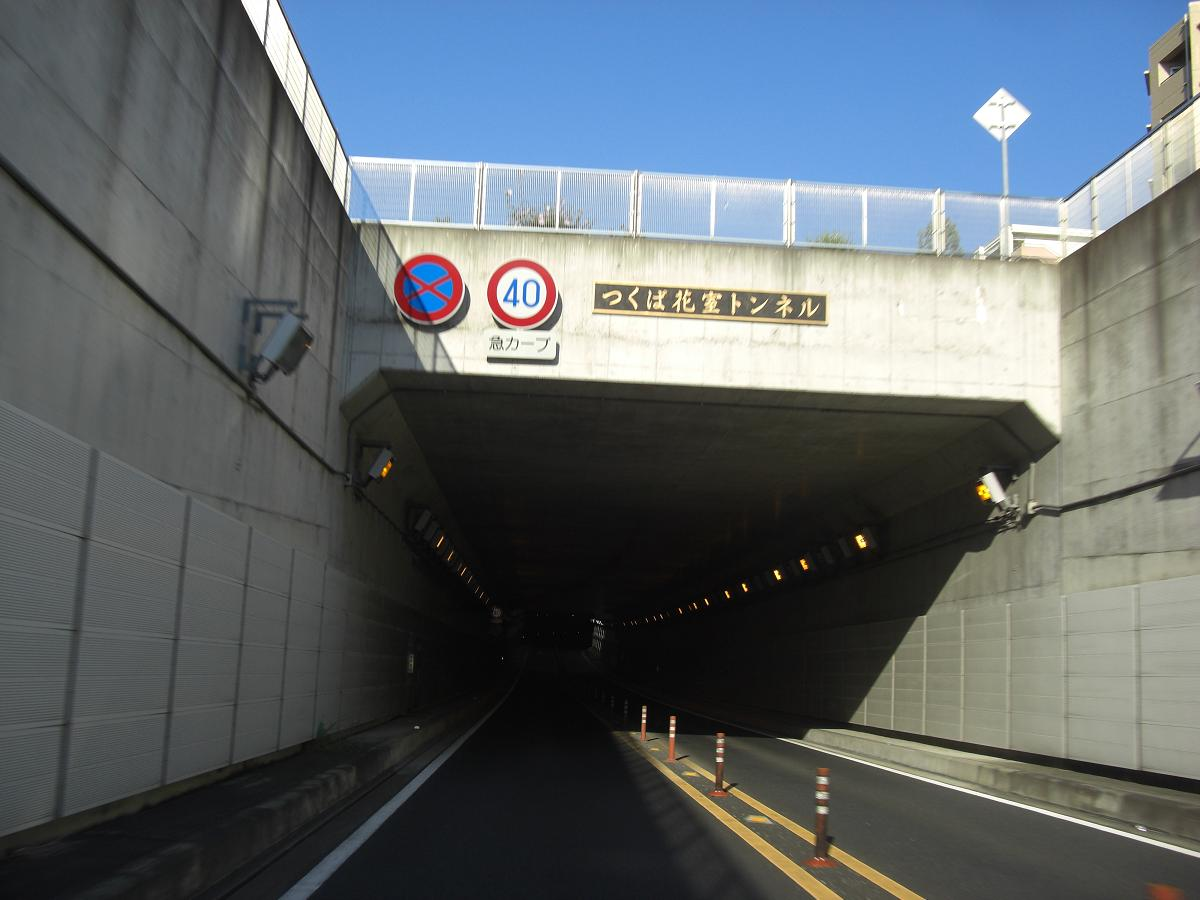
つくば花室トンネル

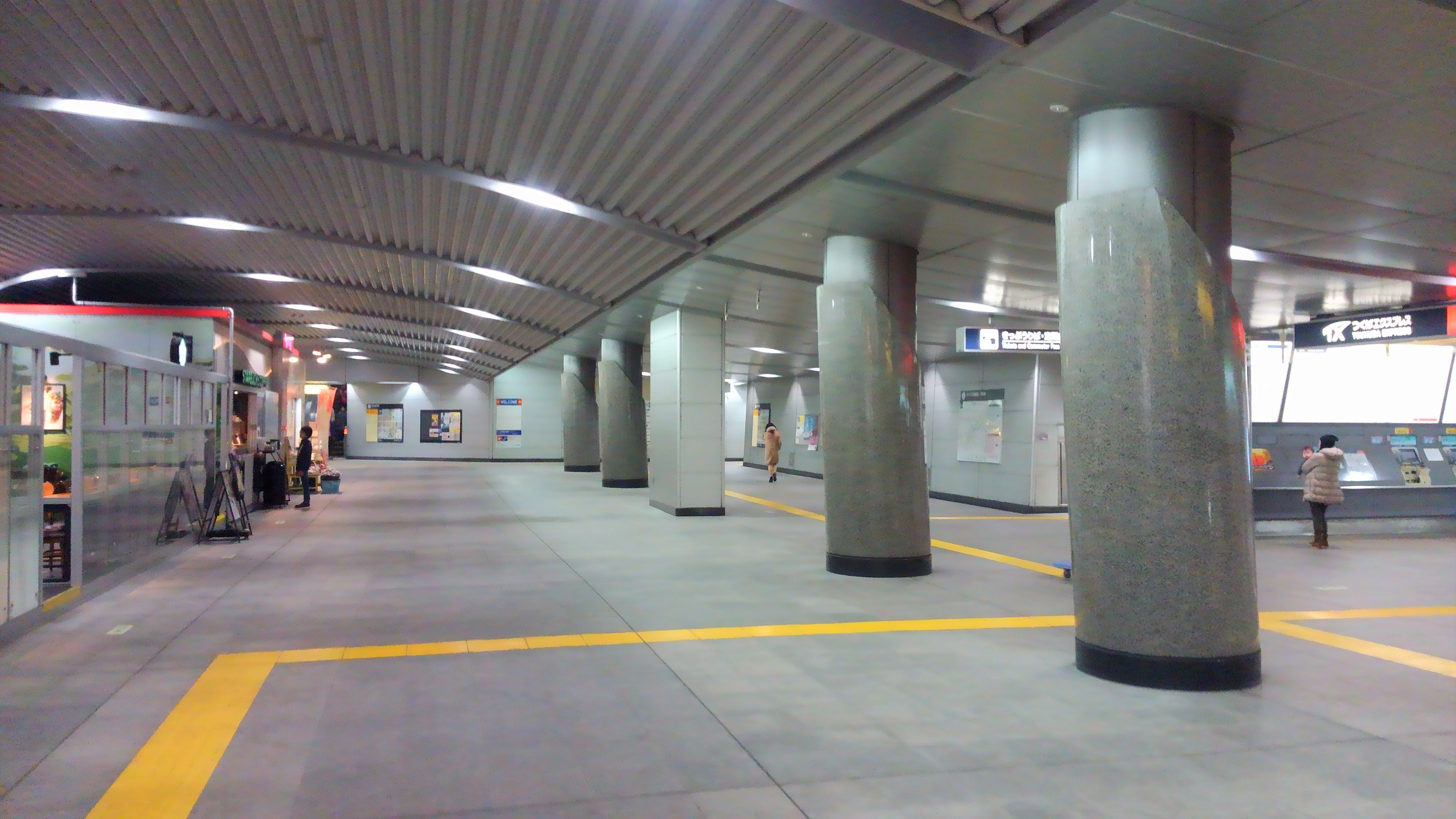
南北自由通路（2017年1月撮影）

- 学園大橋（桜川、土浦市佐野子） - 土浦学園線
- 桜橋（常磐自動車道、つくば市吉瀬）
- 備前川大橋（備前川、土浦市佐野子 - 粕毛） - 土浦学園線
- 水神橋（桜川、土浦市虫掛 - 佐野子）旧道
- 下飯田橋（備前川、土浦市飯田）旧道
- 花室橋（花室川、つくば市花室） - 土浦学園線
- 大池橋（花室川、つくば市花室　- 花園） - 旧道
- つくば花室トンネル（つくば市吾妻）
- 都市計画道路 南北自由通路（つくば市吾妻）[34][35]
つくば駅と地上の道路（つくばセンターバスターミナル、つくばクレオスクエアを含む）を結ぶ歩行者専用地下横断通路で幅員18m、延長105m[35]。つくば駅の出口を兼ねる[46]。協定により、首都圏新都市鉄道が地下横断通路の設備維持や清掃等の管理を行っている[47]。公道でありながら「スターバックスコーヒー」を始めとする店舗も存在する。
- 長峰橋（小貝川、つくば市-常総市境）
- 新東橋（八間掘川、常総市本豊田）
- 石下陸橋（関東鉄道常総線、常総市新石下）
- 石下大橋（鬼怒川、常総市新石下 - 篠山）1974年（昭和49年）4月16日開通[48]。
- 石下橋（いしげはし）※旧道
常総市本石下 - 向石下の支線で鬼怒川に架かる橋長L=309m、5径間連続鋼狭小箱桁橋。現在は3代目で、工事費35億円をかけ2011年（平成23年）11月に竣工した。
初代の石下橋は1920年（大正9年）11月竣工の木造橋。2代目は1929年（昭和4年）7月21日竣工の20連（4主桁）単純RCTコンクリート造桁橋（全長272米80・幅5米50）であった。太平洋戦争によって欄干の鉄型はもぎ取られ、橋面も荒廃していたが1956年（昭和31年）石下町他4村の合併を機に改修工事が行われた[49]。末期は4t重量制限の為に幅員を狭め片側交互交通であった。石下側の橋のたもとには、初代橋が架けられたことを伝える石碑が建つ。
- 篠山橋（将門川、常総市篠山）
- 岡田橋（将門川、常総市向石下 - 杉山）※旧道
- 中沼橋（常総市蔵持）※旧道
- 稲荷橋（東仁連川、常総市栗山新田）

## 地理

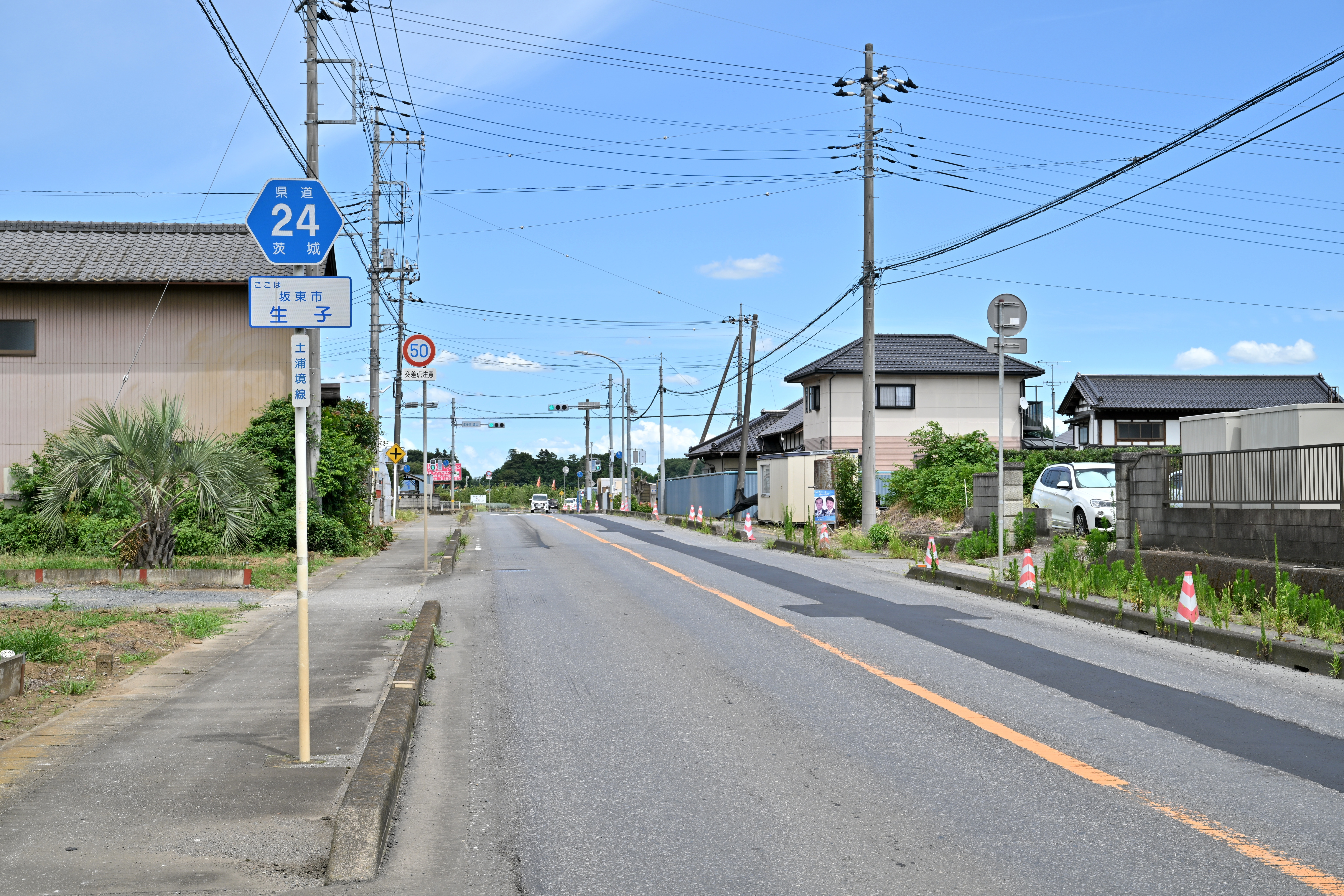
坂東市生子（2025年7月）

### 通過する自治体
- 土浦市
- つくば市
- 常総市
- 坂東市
- 猿島郡境町

### 交差する道路
- 国道125号（土浦市桜町・起点）
- 国道354号（土浦市千束町・千束町交差点）
- 茨城県道199号小野土浦線（土浦市田中2丁目）
- 国道6号土浦バイパス（土浦市佐野子・学園大橋南交差点）
- 茨城県道128号土浦大曽根線（土浦市粕毛、つくば市大）
- 茨城県道201号藤沢荒川沖線（つくば市花室）
- 茨城県道55号土浦つくば線 / 学園東大通り（つくば市竹園 学園東交差点 - つくば市妻木 柴崎交差点まで重複）
- 国道408号 / 学園西大通り（つくば市吾妻 吾妻西交差点、つくば市西平塚 西平塚交差点）
- 茨城県道19号取手つくば線（つくば市学園の森）
- 茨城県道45号つくば真岡線（つくば市高野・高野十字路）
- 茨城県道133号赤浜谷田部線（つくば市上郷）
- 茨城県道129号下妻常総線（常総市本豊田）
- 国道294号常総バイパス（常総市新石下・石下高校東交差点）
- 茨城県道332号石下停車場線（常総市新石下）
- 茨城県道357号谷和原筑西線（常総市新石下・石下橋東交差点）
- 茨城県道136号高崎坂東線（常総市篠山）
- 茨城県道136号高崎坂東線（常総市向石下）
- 茨城県道135号猿島常総線（常総市栗山新田）
- 茨城県道20号結城坂東線（常総市孫兵ヱ新田・孫兵ヱ新田交差点）
- 茨城県道135号猿島常総線（坂東市沓掛・沓掛交差点）
- 茨城県道134号鴻野山豊岡線（常総市鴻野山）
- 茨城県道20号結城坂東線（坂東市沓掛・沓掛南交差点）
- 茨城県道125号中里坂東線（坂東市生子 生子南（道正内）交差点）
- 国道354号（猿島郡境町伏木・終点）

### 沿線
- 茨城県立竹園高等学校（つくば市竹園3丁目）
- つくばエクスプレスつくば駅（つくば市吾妻）
- 筑波実験植物園（つくば市天久保4丁目）
- 筑波大学（つくば市天久保、同市天王台）
- 国土地理院（つくば市北郷）
- つくば市立豊里中学校（つくば市高野）
- 鬼怒川（常総市）